# Solenysa wulingensis
Solenysa wulingensis là một loài nhện trong họ Linyphiidae.
Loài này thuộc chi Solenysa. Solenysa wulingensis được miêu tả năm 1992 bởi Li & Da-xiang Song.